# Coupe de France 1978/79
Het seizoen 1978/79 was het 62e seizoen van de Coupe de France in het voetbal. Het toernooi werd georganiseerd door de Franse voetbalbond.
Dit seizoen namen er 2473 clubs deel. De competitie ging in de zomer van 1978 van start en eindigde op 16 juni 1979 met de finale in het Parc des Princes in Parijs. De finale werd gespeeld tussen FC Nantes (voor de vierde keer finalist) en AJ Auxerre (voor het eerst finalist). FC Nantes veroverde voor de eerste keer de beker door AJ Auxerre met 4-1, na verlenging, te verslaan.
Als bekerwinnaar vertegenwoordigde FC Nantes Frankrijk in de Europacup II 1979/80.
Het seizoen 1980/81 was het 64e seizoen van de Coupe de France in het voetbal. Het toernooi werd georganiseerd door de Franse voetbalbond.
Dit seizoen namen er 2924 clubs deel (380 meer dan de record deelname uit het seizoen 1977/78). De competitie ging in de zomer van 1980 van start en eindigde op 13 juni 1981 met de finale in het Parc des Princes in Parijs. De finale werd gespeeld tussen Sporting Étoile Club Bastia (voor de tweede keer finalist) en AS Saint-Étienne (voor de achtste keer finalist). SEC Bastia veroverde voor de eerste keer de beker door AS Saint-Étienne met 2-1 te verslaan.
Als bekerwinnaar vertegenwoordigde SEC Bastia Frankrijk in de Europacup II 1981/82.

## Uitslagen

### 1/32 finale
De 20 clubs van de Division 1 kwamen in deze ronde voor het eerst in actie. Dit seizoen bereikten drie clubs uit de Franse overzeese gebieden de landelijke eindronden. Uit Frans-Guyana nam AJ Saint-Georges deel, uit Guadeloupe CS Moule en uit Martinique Club Péléen Morne Rouge. De wedstrijden werden op 14 en 15 februari gespeeld.
| Winnaar                    | Uitslag      | Verliezer               |
| -------------------------- | ------------ | ----------------------- |
| SEC Bastia                 | 3-0          | SM Caen                 |
| AS Saint-Étienne           | 2-0          | SR Saint-Dié            |
| RC Lens                    | 1-0          | FC La Roche-sur-Yon     |
| RC Strasbourg              | 1-0          | Paris FC                |
| FC Martigues               | 1-1 ns (5-4) | Olympique Lyon          |
| Montpellier La Paillade SC | 1-0          | OGC Nice                |
| Lille OSC                  | 2-0          | Calais RUFC             |
| Girondins Bordeaux         | 1-0 nv       | Stade Poitiers          |
| AS Monaco                  | 4-1          | AS Béziers              |
| AS Nancy                   | 5-0          | Club Péléen Morne Rouge |
| Le Havre AC                | 1-0          | Stade Laval             |
| AS Angoulême Charentes     | 2-0          | AS Libourne             |
| Thionville FC              | 0-0 ns (4-1) | CS Sedan-Mouzon         |
| FC Metz                    | 2-1          | CO Saint-Chamond        |
| LB Châteauroux             | 1-0          | US Valenciennes-Anzin   |
| FC Nantes                  | 1-0          | Amiens SC               |

| Winnaar             | Uitslag      | Verliezer                  |
| ------------------- | ------------ | -------------------------- |
| AJ Auxerre          | 2-0          | RCFC Besançon              |
| FC Valence          | 2-0          | Olympique Alès en Cévennes |
| Tours FC            | 1-0          | AS Brest                   |
| US Fécamp           | 3-1 nv       | US Friville-Escarbotin     |
| USM Malakoff        | 2-1          | SR Haguenau                |
| CS Cuiseaux-Louhans | 2-1          | Gazélec FCO Ajaccio        |
| CS Thonon           | 2-0          | CS Moule                   |
| SCO Angers          | 0-0 ns (3-1) | Stade Quimper              |
| FC Sochaux          | 3-1          | Limoges FC                 |
| Olympique Nîmes     | 2-0          | AS Grenoble                |
| AS Poissy           | 2-0          | Toulouse FC                |
| AEP Bourg-La Roche  | 2-1          | AJ Saint-Georges           |
| SO Pont-de-Chéruy   | 1-0          | US Saint-Tropez            |
| US Orléans          | 3-1          | US Melun                   |
| US Maubeuge         | 2-0          | AS Corbeil                 |
| Paris Saint-Germain | 2-0          | Stade Rennes               |

### 1/16 finale
De heenwedstrijden op 6 en 7 maart gespeeld, de terugwedstrijden tussen 10 en 11 maart.
 * = eerst thuis 
| Winnaar                    | Uitslag  | Verliezer             |
| -------------------------- | -------- | --------------------- |
| SEC Bastia *               | 2-1, 1-1 | AJ Auxerre            |
| AS Saint-Étienne           | 1-0, 5-0 | FC Valence *          |
| RC Lens                    | 2-1, 2-1 | Tours FC *            |
| RC Strasbourg              | 3-0, 4-0 | US Fécamp *           |
| FC Martigues               | 1-1, 0-0 | USM Malakoff *        |
| Montpellier La Paillade SC | 2-1, 3-0 | CS Cuiseaux-Louhans * |
| Lille OSC *                | 3-1, 0-1 | CS Thonon             |
| Girondins Bordeaux         | 4-1, 6-0 | SCO Angers *          |

| Winnaar                | Uitslag  | Verliezer            |
| ---------------------- | -------- | -------------------- |
| AS Monaco              | 1-2, 1-0 | FC Sochaux *         |
| AS Nancy               | 4-2, 1-1 | Olympique Nîmes *    |
| Le Havre AC            | 0-0, 1-0 | AS Poissy *          |
| AS Angoulême Charentes | 1-0, 1-0 | AEP Bourg-La Roche * |
| Thionville FC *        | 2-0, 3-1 | SO Pont-de-Chéruy    |
| FC Metz                | 0-0, 2-0 | US Orléans *         |
| LB Châteauroux         | 3-1, 5-2 | US Maubeuge *        |
| FC Nantes *            | 2-0, 3-5 | Paris Saint-Germain  |

### 1/8 finale
De heenwedstrijden werden op 2 (Montpellier-Metz) en 3 april gespeeld, de terugwedstrijden op 11 april.
 * = eerst thuis 
| Winnaar          | Uitslag  | Verliezer              |
| ---------------- | -------- | ---------------------- |
| SEC Bastia *     | 2-0, 1-2 | AS Monaco              |
| AS Saint-Étienne | 2-1, 1-1 | AS Nancy *             |
| RC Lens          | 0-1, 2-0 | Le Havre AC *          |
| RC Strasbourg *  | 2-0, 1-2 | AS Angoulême Charentes |

| Winnaar                    | Uitslag  | Verliezer        |
| -------------------------- | -------- | ---------------- |
| FC Martigues               | 2-2, 3-0 | Thionville FC *  |
| Montpellier La Paillade SC | 1-2, 1-0 | FC Metz *        |
| Lille OSC                  | 0-1, 2-0 | LB Châteauroux * |
| Girondins Bordeaux         | 4-1, 6-4 | FC Nantes *      |

### Kwartfinale
De heenwedstrijden werden op 9 mei gespeeld, de terugwedstrijden op 13 mei.
 * = eerst thuis 
| Winnaar            | Uitslag  | Verliezer                  |
| ------------------ | -------- | -------------------------- |
| SEC Bastia         | 2-0, 1-0 | FC Martigues *             |
| AS Saint-Étienne * | 2-1, 1-1 | Montpellier La Paillade SC |
| RC Lens *          | 3-1, 0-1 | Lille OSC                  |
| RC Strasbourg      | 5-1, 4-0 | Girondins Bordeaux *       |

### Halve finale
De heenwedstrijden werden op 5 juni gespeeld, de terugwedstrijden op 9 juni.
 * = eerst thuis 
| Winnaar            | Uitslag  | Verliezer     |
| ------------------ | -------- | ------------- |
| SEC Bastia *       | 2-0, 1-0 | RC Lens       |
| AS Saint-Étienne * | 2-1, 1-1 | RC Strasbourg |

### Finale
|              |                                     |       |                            |                                                                               |
| 13 juni 1979 | SEC Bastia                          | 2 – 1 | AS Saint-Étienne           | Parc des Princes, Parijs Toeschouwers: 46.155 Scheidsrechter: Georges Konrath |
| 13 juni 1979 | Louis Marcialis 50' Roger Milla 58' |       | 72' (pen.) Jacques Santini | Parc des Princes, Parijs Toeschouwers: 46.155 Scheidsrechter: Georges Konrath |

1917/18 · 1918/19 · 1919/20 · 1920/21 · 1921/22 · 1922/23 · 1923/24 · 1924/25 · 1925/26 · 1926/27 · 1927/28 · 1928/29 · 1929/30 · 1930/31 · 1931/32 · 1932/33 · 1933/34 · 1934/35 · 1935/36 · 1936/37 · 1937/38 · 1938/39 · 1939/40 · 1940/41 · 1941/42 · 1942/43 · 1943/44 · 1944/45 · 1945/46 · 1946/47 · 1947/48 · 1948/49 · 1949/50 · 1950/51 · 1951/52 · 1952/53 · 1953/54 · 1954/55 · 1955/56 · 1956/57 · 1957/58 · 1958/59 · 1959/60 · 1960/61 · 1961/62 · 1962/63 · 1963/64 · 1964/65 · 1965/66 · 1966/67 · 1967/68 · 1968/69 · 1969/70 · 1970/71 · 1971/72 · 1972/73 · 1973/74 · 1974/75 · 1975/76 · 1976/77 · 1977/78 · 1978/79 · 1979/80 · 1980/81 · 1981/82 · 1982/83 · 1983/84 · 1984/85 · 1985/86 · 1986/87 · 1987/88 · 1988/89 · 1989/90 · 1990/91 · 1991/92 · 1992/93 · 1993/94 · 1994/95 · 1995/96 · 1996/97 · 1997/98 · 1998/99 · 1999/00 · 2000/01 · 2001/02 · 2002/03 · 2003/04 · 2004/05 · 2005/06 · 2006/07 · 2007/08 · 2008/09 · 2009/10 · 2010/11 · 2011/12 · 2012/13 · 2013/14 · 2014/15 · 2015/16 · 2016/17 · 2017/18 · 2018/19 · 2019/20 · 2020/21 · 
2021/22 · 2022/23 · 2023/24 · 2024/25 ·